# Valöns naturreservat, Orusts kommun
Valön är ett naturreservat i Stala och Tegneby socknar i Orusts kommun i Bohuslän.
Reservatet omfattar 416 hektar och är skyddat sedan 1974. Själva Valön är den största ön i Stigfjordens övärld. Mellan Valön och Orust finns ett mestadels grunt sund med sank botten. Sundet heter Valösund. På ön består skogsvegetationen mest av ek. Den är i huvudsak begränsad till randområdena mellan hällmarker och dalgångar. Valöns sydvästra del är särskilt brant och svårtillgänglig. 
På Valön finnas bland annat backnejlika, gulmåra, fårsvingel, rödven, fårsvingel, darrgräs, knägräs, sandstarr, svartkämpar, rödklint, bockrot och trift.
Reservatet förvaltas av Västkuststiftelsen.

## Bildgalleri

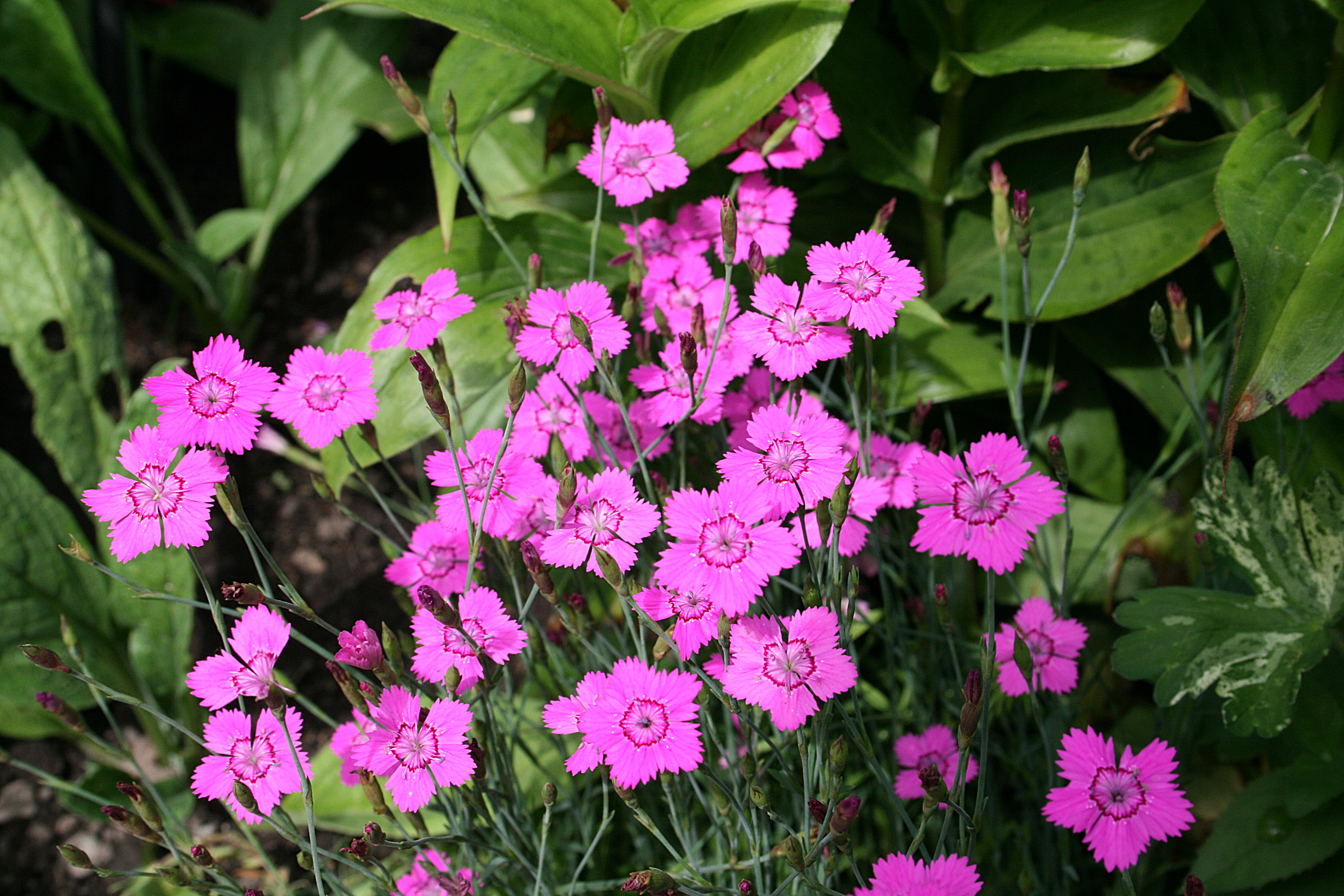
Backnejlika.
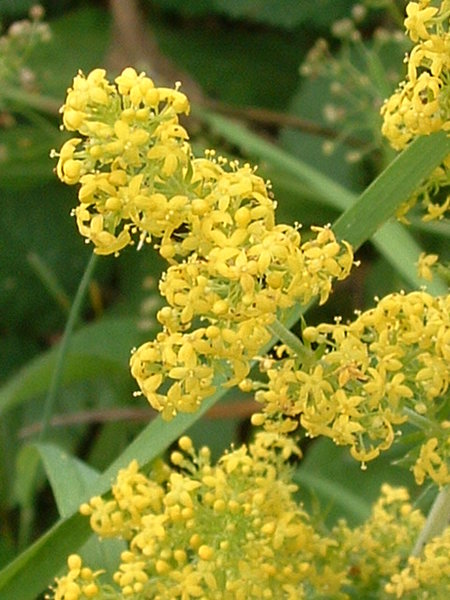
Gulmåra.
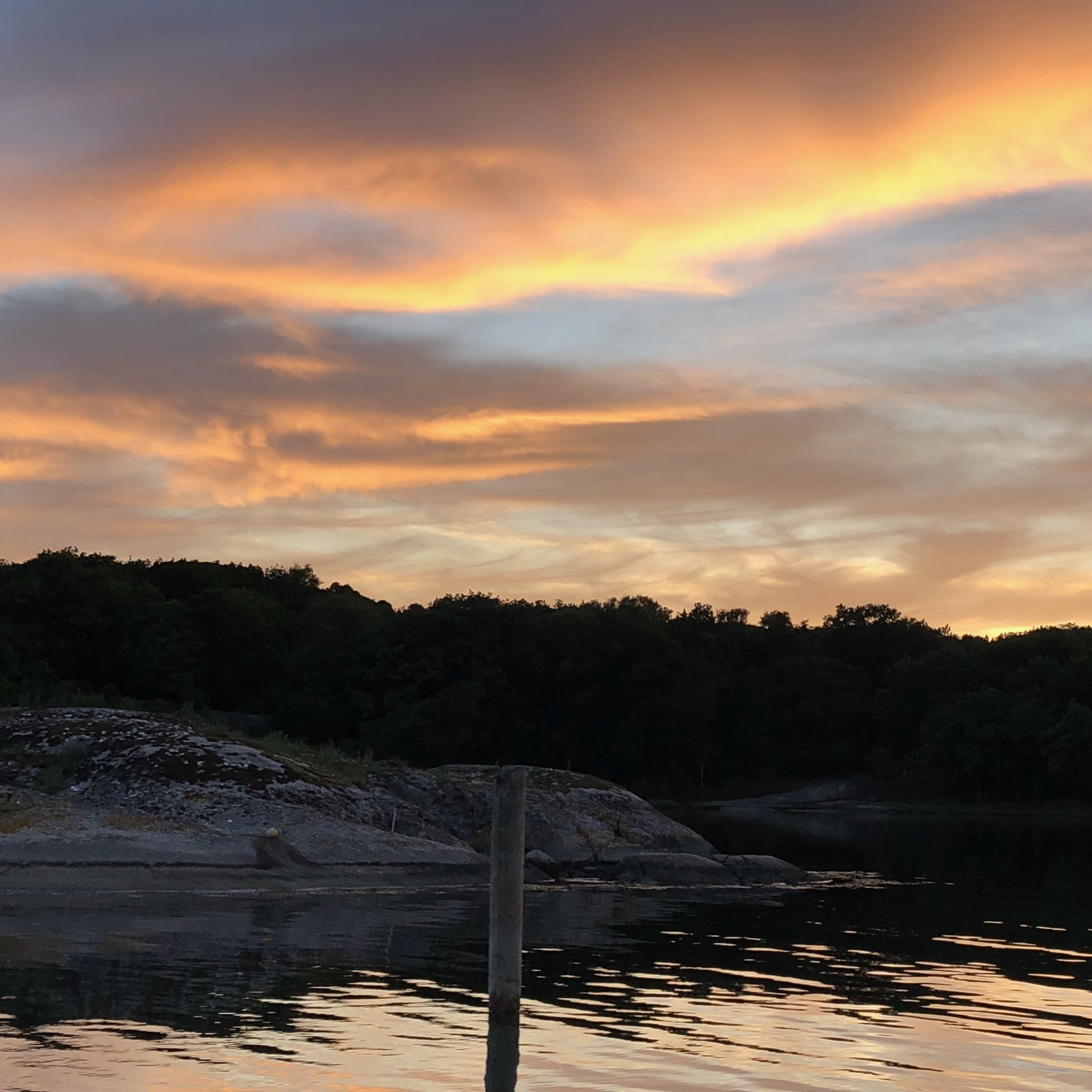
Stigfjorden vid solnedgång.
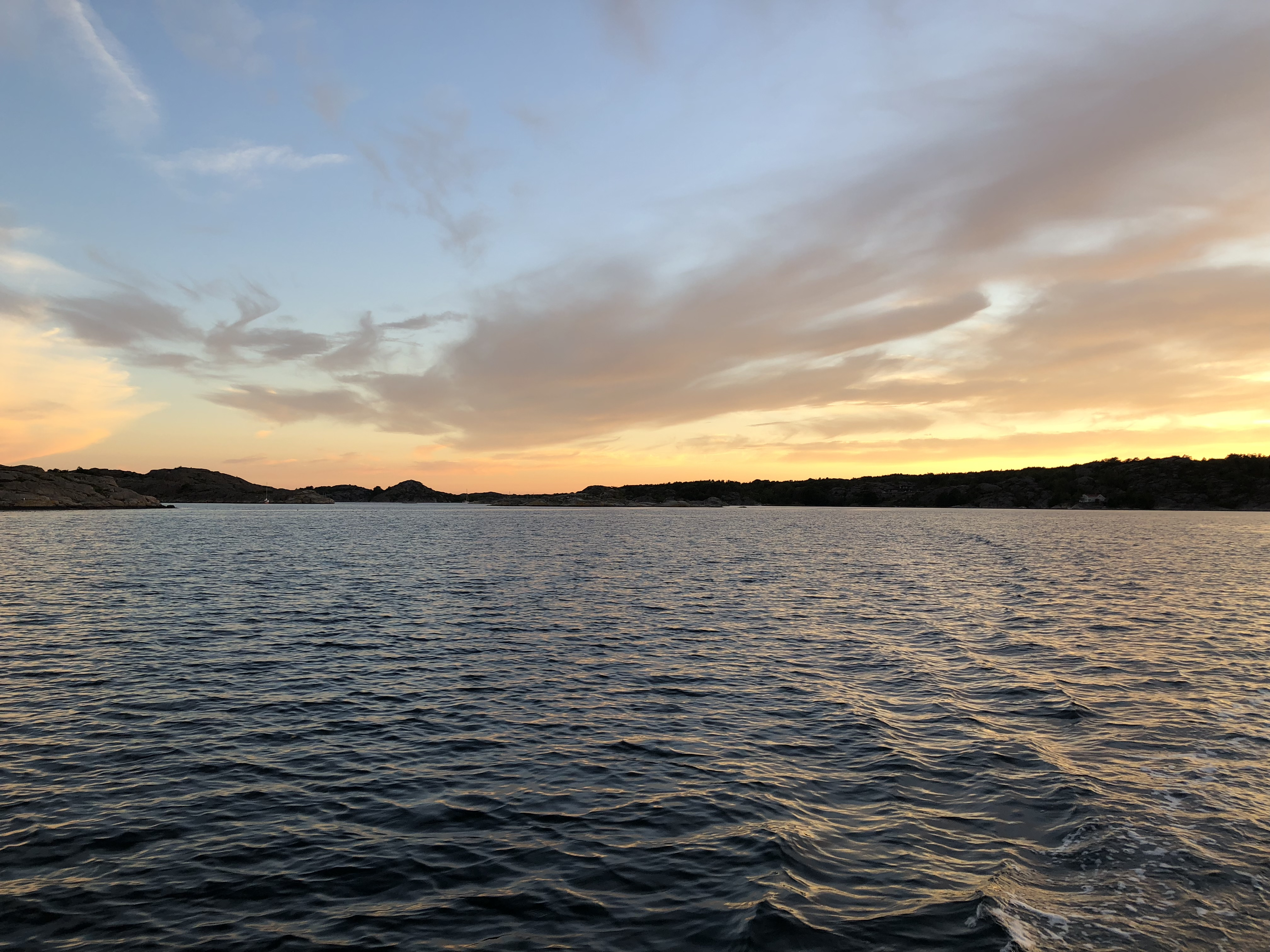
En bild till från Stigfjorden.